# مارگیتا پوفه
مارگیتا پوفه (آلمانی: Margitta Pufe؛ زادهٔ ۱۰ سپتامبر ۱۹۵۲) پرتاب‌گر دیسک و پرتاب‌گر وزنه زن اهل آلمان بود.